# Abel Ruiz
Abel Ruiz Ortega (Almussafes, 28 de janeiro de 2000) é um futebolista espanhol que atua como atacante. Atualmente, joga no Girona.

## Carreira
Ruiz marcou seu primeiro gol como profissional em 1 de setembro de 2017, no empate por 2–2 contra o Granada.

## Estatísticas
Atualizado até 28 de outubro de 2017

### Clubes
| Equipe            | Temporada         | Campeonato nacional | Campeonato nacional | Copa nacional | Copa nacional | Competições continentais | Competições continentais | Total | Total |
| Equipe            | Temporada         | Jogos               | Gols                | Jogos         | Gols          | Jogos                    | Gols                     | Jogos | Gols  |
| ----------------- | ----------------- | ------------------- | ------------------- | ------------- | ------------- | ------------------------ | ------------------------ | ----- | ----- |
| Barcelona B       | 2016–17           | 2                   | 0                   | –             | –             | –                        | –                        | 2     | 0     |
| Barcelona B       | 2017–18           | 4                   | 1                   | –             | –             | –                        | –                        | 4     | 1     |
| Total na carreira | Total na carreira | 6                   | 1                   | 0             | 0             | 0                        | 0                        | 6     | 1     |

## Títulos
Barcelona
- Campeonato Espanhol: 2018–19

Braga
- Taça da Liga: 2023–24

Espanha
- Campeonato Europeu Sub-17: 2017

### Prêmios individuais
- Equipe do torneio do Campeonato Europeu Sub-17 de 2017[4]
- 60 jovens promessas do futebol mundial de 2017 (The Guardian)[5]
- Chuteira de Bronze da Copa do Mundo FIFA Sub-17 de 2017[6]
- Artilheiro do Campeonato Europeu Sub-21 de 2023 (3 gols)

### Recordes
- Maior artilheiro da história da fase final do Campeonato Europeu Sub-17 (8 gols)[7]
- Maior artilheiro da história do Campeonato Europeu Sub-17 (16 gols)[7]
- Maior artilheiro da história da Seleção Espanhola Sub-17 (27 gols)[8]